# Закиров, Ахмет Закирович
Ахмет Закирович Заки́ров (1911—1988) — командир взвода 7-й стрелковой роты 239-го гвардейского стрелкового полка 76-й гвардейской стрелковой дивизии 61-й армии Центрального фронта, гвардии младший лейтенант. Герой Советского Союза.

## Биография
Родился 19 марта 1911 года в деревне Кашкалево ныне Бураевского района Башкирии в семье крестьянина. Башкир.
Окончил неполную среднюю школу. Работал на шахте в городе Кызыл-Кия Ошской области Киргизии.
В Красную Армию призывался в 1933 и в 1937 годах. В 1941 году снова призван в ряды Красной Армии Молотовским райвоенкоматом Приморского края. В том же году окончил Владивостокское военное пехотное училище. Участник Великой Отечественной войны с 1941 года.
Командир взвода гвардии младший лейтенант Закиров А. 3. особо отличился при форсировании реки Днепр у села Комарин Брагинского района Гомельской области.
В ночь с 27 на 28 сентября 1943 года А. 3. Закиров возглавлял роту, имевшую задачу разведать место форсирования и захватить плацдарм на правом берегу реки. Его штурмовая группа из 20 солдат, несмотря на сильный пулемётный и миномётный огонь противника, переправилась через Днепр, ворвалась в окопы гитлеровцев и, подавив огонь вражеских пулемётов, закрепилась на плацдарме и содействовала переправе других подразделений. Гвардии младший лейтенант Закиров А. З. в этих боях был тяжело ранен.
В феврале 1944 года после лечения в госпитале А. 3. Закиров уволен в запас и вернулся на родину. Член КПСС с 1953 года.
Жил в городе Уфе. Работал машинистом на Новоуфимском нефтеперерабатывающем заводе.
Скончался 29 марта 1988 года, похоронен в родной деревне Кашкалево.

## Награды
- Указом Президиума Верховного Совета СССР «О присвоении звания Героя Советского Союза генералам, офицерскому, сержантскому и рядовому составу Красной Армии» от 15 января 1944 года за «образцовое выполнение боевых заданий командования по форсированию реки Днепр и проявленные при этом мужество и героизм» гвардии младшему лейтенанту Закирову Ахмету Закировичу присвоено звание Героя Советского Союза[2]:
  - медаль «Золотая Звезда» (№ 3202)[1][3];
  - орден Ленина (№ 17392).
- Орден Отечественной войны 1-й степени (06.04.1985)[4].
- Медали.

## Память
- Имя Героя носила пионерская дружина Кашкалевской средней школы Бураевского района Башкирии.
- В родной деревне названа улица в честь Ахмета Закирова.